# Веженка (посёлок разъезда)
Веженка — посёлок разъезда в Белёвском районе Тульской области России. Население - 36 человек (2021).
В рамках административно-территориального устройства включается в Болотский сельский округ Белёвского района, в рамках организации местного самоуправления входит в сельское поселение Правобережное.

## География
Находится находится в юго-западной части Тульской области, в зоне хвойно-широколиственных лесов, в пределах северной части Среднерусской возвышенности, у железнодорожной линии Козельск — Белёв — Горбачёво, на расстоянии приблизительно 7 км на восток по прямой от города Белёв, административного центра района.

### Климат
Климат характеризуется как умеренно континентальный, с умеренно холодной снежной зимой и тёплым летом. Среднегодовая многолетняя температура воздуха составляет 4,4 °С. Средняя температура воздуха самого холодного месяца (января) — −9,6 °C (абсолютный минимум — −42 °C); самого тёплого месяца (июля) — 18,6 °C (абсолютный максимум — 37 °C). Безморозный период длится в течение 154 дней. Продолжительность вегетационного периода составляет около 180 дней. Среднегодовое количество атмосферных осадков составляет 694 мм, из которых большая часть (411 мм) выпадает в тёплый период. Снежный покров держится в течение 127 дней. Среднегодовая скорость ветра составляет 3,8 м/с.

## История
Станция Веженка была открыта в 1899 году, позднее имела статус разъезда. В 1926 году здесь был учтён 1 двор, в конце 1930-х годов отмечена железнодорожная будка и казарма. Ныне проходящий участок железной дороги не эксплуатируется, путевое хозяйство заброшено.

## Население
| 2010 |
| ---- |
| 15   |

### Историческая численность населения
Постоянное население составляло 10 человек (1926 год), 31 в 2002 году.

### Национальный состав
Согласно результатам переписи 2002 года, в национальной структуре населения русские составляли 100 % из 31 чел..

## Инфраструктура
Личное подсобное хозяйство.
Ранее основой экономики было обслуживание путевого хозяйства  Московской железной дороги. 

## Транспорт
Доступен посёлок автомобильным и железнодорожным транспортом. 